# 宮城県道64号北上津山線
宮城県道64号北上津山線（みやぎけんどう64ごう きたかみつやません）は、宮城県石巻市と登米市を結ぶ県道（主要地方道）である。

## 概要
石巻市北上町の北上川左岸河口至近の国道398号を起点に、北上山地の高津森・翁倉山間の峠を通過し登米市津山町横山の国道45号に至る主要地方道。
北上山地を南北に横断する数少ない幹線道路であるが、起終点付近を除くと幅員狭小区間の割合が高く、さらに登米市側ではカーブが厳しい。

### 路線データ
- 実延長：16.8890 km[1]
- 起点：宮城県石巻市北上町橋浦
- 終点：宮城県登米市津山町横山

## 歴史
- 1981年（昭和56年）7月7日 - 一般県道239号として「北上津山線」が県道に認定される。[2]
- 1993年（平成5年）
  - 5月11日 - 建設省から、県道北上河北線の一部・県道北上津山線が北上津山線として主要地方道に指定される[3]。
  - 10月19日 - 県道番号が決定[4]され、従前の一般県道66号から、県道54号に変更される。（12月1日より施行）

## 地理

### 通過する自治体
- 石巻市
- 登米市

### 交差する道路
- 国道398号（石巻市北上町橋浦、起点）
- 宮城県道197号北上河北線（石巻市北上町橋浦）
- 国道45号（登米市津山町横山、終点）

### 沿線にある施設など
- 石巻市 北上総合支所
- 橋浦郵便局
- 石巻市立北上小学校
- 追分温泉
- 横山不動尊

### 交通量[5]
令和３年度・12時間交通量
- 登米市津山町横山久保 - 849台